# Henk Krol
Henricus Cornelis Maria Krol, noto come Henk Krol (Tilburg, 1º aprile 1950), è un politico, editore, attivista per i diritti LGBT olandese. È stato ex azionista di maggioranza e caporedattore di Gay Krant. È stato membro della Tweede Kamer nel periodo 2012-2013 e 2014-2021.
Ha lavorato come giornalista per la radiotelevisione pubblica olandese ed è stato portavoce del gruppo parlamentare del partito liberale-conservatore VVD, prima di fondare nel 1980 il Gay Krant. Come caporedattore, si è occupato dell'epidemia di AIDS e ha promosso l'introduzione del matrimonio omosessuale.
Ha debuttato attivamente in politica nel 2011 con il nuovo partito per gli anziani 50PLUS. Dopo aver fatto parte degli Stati Provinciali del Brabante Settentrionale, è diventato capolista nazionale del partito alle elezioni parlamentari del 2012. La sua carriera alla Tweede Kamer sembrava finita già un anno dopo, quando si dimise in seguito alla scoperta che, nella sua precedente funzione di direttore-azionista di maggioranza del Best Publishing Group (BPG), editore di Gay Krant, non aveva versato i contributi pensionistici dei dipendenti a causa di problemi finanziari.
Tuttavia, Krol tornò alla Tweede Kamer nel settembre 2014 come deputato e presidente del gruppo parlamentare di 50PLUS, inizialmente come sostituto temporaneo per malattia di Martine Baay-Timmerman e, dal 31 dicembre dello stesso anno, come membro permanente del parlamento. Krol ha guidato il partito alle Elezioni legislative nei Paesi Bassi del 2017 (da due a quattro seggi) ed era già stato designato dai membri come capolista per le elezioni di marzo 2021, ma il 3 maggio 2020 ha lasciato 50PLUS.

## Biografia

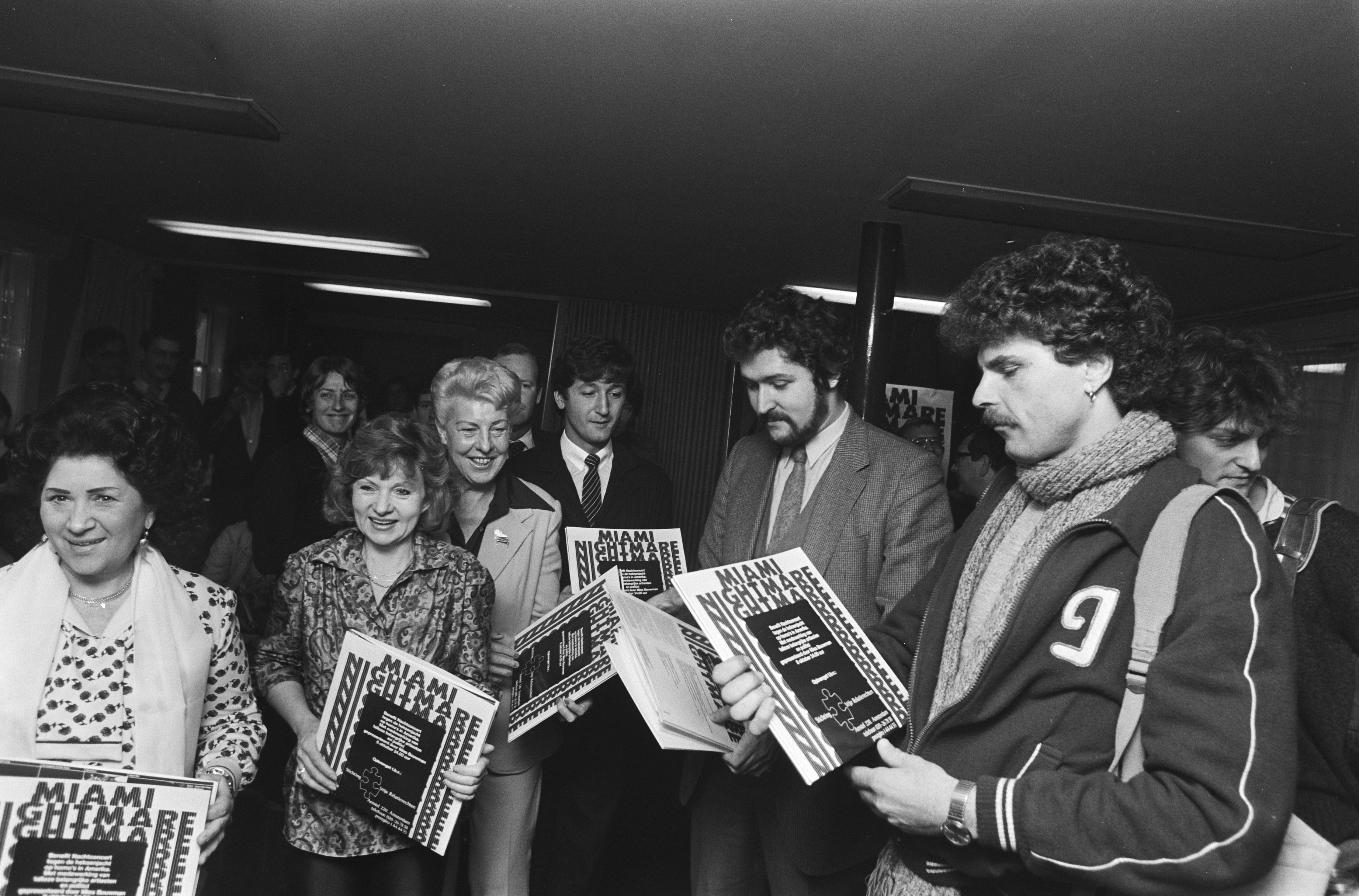
Presentazione della registrazione di Miami Nightmare. Da sinistra a destra: Zangeres Zonder Naam, Sylvia de Leur, Pia Beck, Manfred Langer, Henk Krol e Robert Long (1980).

Iniziò la sua carriera alla radio dell'emmittente Vrijzinnig Protestantse Radio Omroep - VPRO (Compagnia della Radio Liberale Protestante). Attraverso la Televisie Radio Omroep Stichting (TROS), nel 1977 divenne portavoce del gruppo parlamentare del VVD. In quell'anno fondò anche, insieme all'imprenditore e attivista per i diritti LGBT Walter Kamp e a Coos Huijsen, il primo parlamentare olandese dichiaratamente omosessuale, la Stichting Vrije Relatierechten. Questa organizzazione promosse nel 1977 l'evento Miami Nightmare presso il Concertgebouw di Amsterdam, con esibizioni di vari artisti e politici, con l'obiettivo di ottenere il riconoscimento politico per i diritti degli omosessuali e raccogliere 100.000 fiorini per una campagna pubblicitaria contro la statunitense omofoba Anita Bryant. Entrambi gli obiettivi furono ampiamente raggiunti. Con i fondi residui, avviò la lotta per l'apertura del matrimonio civile per le persone dello stesso sesso.
Nel 1980, fu uno dei fondatori di Gay Krant. La rivista venne inizialmente distribuita con il cambio d'anno 1979-1980 da un locale gay di Eindhoven come regalo ai suoi clienti. Il successo fu tale che si decise di continuare la pubblicazione. Nel 1982, Krol fu il primo giornalista olandese a scrivere sul tema dell'AIDS. Per il suo contributo alla comunità LGBT olandese, il 20 dicembre 1999 fu nominato cavaliere dell'Ordine di Orange-Nassau.
È stato anche co-produttore di vari progetti artistici e (co)autore di diversi libri, tra cui Rick's Report, Hoe vertel ik het mijn ouders? e Uit de Kast. Dopo aver affrontato personalmente la malattia, ha collaborato a due libri sul cancro: Buigen als Bamboe e Bekend met Kanker.
Ha combattuto per anni, insieme al giurista Jan Wolter Wabeke, per l'apertura del matrimonio civile alle coppie omosessuali. Il 1º aprile 2001, i Paesi Bassi divennero il primo paese al mondo a legalizzare il matrimonio egualitario, garantendo a Krol notorietà internazionale.
Nel 2009, Krol ricevette il primo Jos Brink-prijs per il suo "contributo fondamentale alla promozione dell'accettazione sociale degli omosessuali nei Paesi Bassi".
Ecco la traduzione in italiano mantenendo il wikitesto:

### Carriera politica
Nel marzo 2011, si candidò per il partito degli anziani 50PLUS alle elezioni per i Provinciale Staten del Noord-Brabant e venne eletto come membro del consiglio provinciale. Inoltre, occupò la quinta posizione nella lista dei candidati di quel partito per le elezioni del Senato due mesi dopo. Il 4 giugno 2012 fu annunciato che sarebbe stato il lijsttrekker di 50PLUS per le elezioni della Camera dei rappresentanti del 2012. La canzone della campagna elettorale fu un adattamento di Peter (come Henkie), cantata dal coro over 50 Sweet Sixteen. Già durante la campagna elettorale, fu costretto a ritirare il punto principale del suo programma. L'affermazione secondo cui gli anziani avrebbero perso più potere d'acquisto negli ultimi anni si rivelò dimostrabilmente errata.
Quando entrò nella Camera dei rappresentanti, rinunciò al suo seggio nel consiglio provinciale. Il suo primo intervento in aula avvenne il 20 settembre 2012 durante il dibattito sui risultati elettorali.
Nel marzo 2013, tre aziende di cui era directeur-grootaandeelhouder (amministratore e azionista di maggioranza) — Best Publishing Group, Best Publishing Group Beheer e il negozio digitale di prodotti sessuali Gaytel — furono dichiarate fallite.
Nel settembre 2012, fu eletto alla Camera dei rappresentanti. Nell'ottobre 2013 si dimise. Il 10 settembre 2014 tornò in parlamento a causa della malattia di Martine Baay. Il 17 ottobre 2019, il direttivo del partito annunciò la sua candidatura come capolista di 50PLUS per le elezioni della Camera dei rappresentanti del marzo 2021.
Il 3 maggio 2020 lasciò 50PLUS a causa di conflitti interni al partito. Durante il programma televisivo WNL op Zondag annunciò la sua uscita, la decisione di rimanere in parlamento e l'intenzione di fondare un nuovo partito, la Partij voor de Toekomst, con l'obiettivo di partecipare alle elezioni della Camera dei rappresentanti del 17 marzo 2021. La deputata indipendente Femke Merel van Kooten-Arissen si unì a lui, formando il gruppo parlamentare Groep Krol/van Kooten-Arissen dal 3 maggio 2020. Il 5 agosto 2020, Van Kooten-Arissen ruppe la collaborazione. Entrambi continuarono come eenmansfractie (deputati indipendenti). Il 18 ottobre 2020, lasciò la Partij voor de Toekomst a causa di un conflitto con Henk Otten, senatore i cui Groep Otten si era unito alla PvdT il 29 giugno 2020. Il 19 ottobre 2020 annunciò la creazione di un nuovo partito, Lijst Henk Krol.
Con questa lista, partecipò alle elezioni del marzo 2021, senza ottenere seggi. Alle Provinciale Statenverkiezingen 2023 fu sostenitore di Sterk Lokaal Flevoland. Alle Tweede Kamerverkiezingen 2023, si candidò al secondo posto nella lista di BVNL, il partito di Wybren van Haga, che non ottenne seggi.

### Dopo il mandato alla Tweede Kamer
Dopo il suo mandato alla Tweede Kamer, nel 2021 gestì per un certo periodo un bed and breakfast a Best.
Nello stesso anno, partecipò a programmi televisivi popolari come Ranking the Stars. Nell'aprile 2022, apparve come uno dei concorrenti del programma Videoland Celebrity Apprentice.
Sempre nel 2022, partecipò come 'secret singer' nel programma televisivo Secret Duets. Più tardi nello stesso anno, prese parte alla speciale edizione natalizia del programma De Alleskunner VIPS, dove si classificò undicesimo.